# ليز فانك
ليز فانك (بالإنجليزية: Liz Funk)‏ هو لاعب كرة قاعدة أمريكي، ولد في 28 أكتوبر 1904 في لا سيجن في الولايات المتحدة، وتوفي في 15 يناير 1968 في نورمان في الولايات المتحدة.

## وصلات خارجية
- ليز فانك على موقعبيزبول رفرنس.كوم (الدوري الرئيسي) (الإنجليزية)